# Bocchoris trimaculalis
Bocchoris trimaculalis is een vlinder uit de familie van de grasmotten (Crambidae), uit de onderfamilie van de Spilomelinae. De wetenschappelijke naam van deze soort is voor het eerst voorgesteld als Aediodes trimaculalis door Pieter Snellen in een publicatie uit 1880.
De soort komt voor in Indonesië (Sulawesi).